# 크즐라이 광장

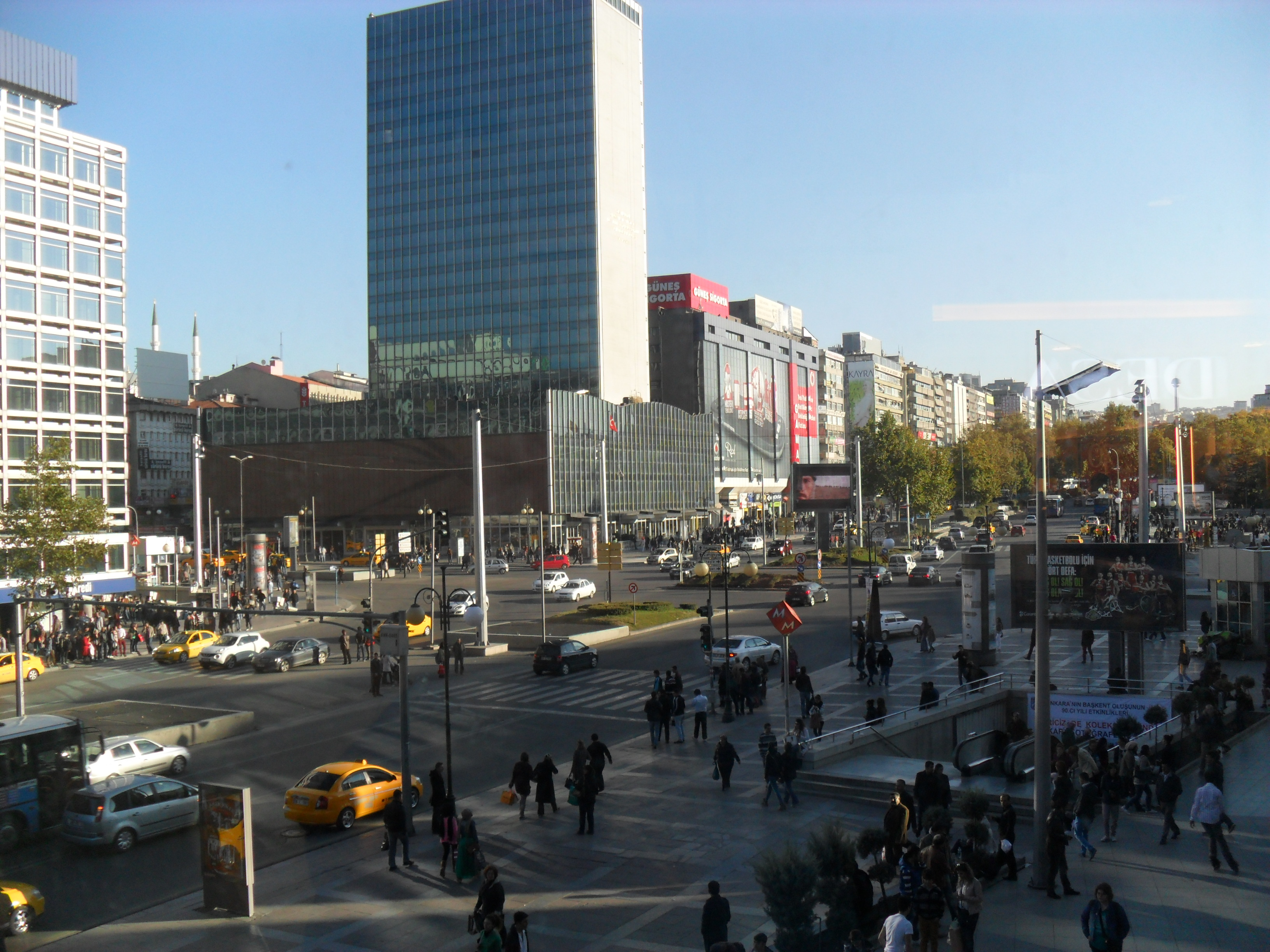
크즐라이 광장

크즐라이 광장(튀르키예어: Kızılay Meydanı)은 터키 앙카라 크즐라이에 위치한 광장이다. 광장의 명칭인 크즐라이는 터키어로 적신월사를 의미하며, 1929년 이 광장에 적신월사 본부가 있던 것에서 유래한다. 이 본부는 1993년 철거되어 쇼핑몰로 사용되고 있다.
2013년에는 반정부 시위의 장소로 사용되었다.